# Selaginella hainanensis
Selaginella hainanensis là một loài dương xỉ trong họ Selaginellaceae. Loài này được X.C. Zhang & Noot. mô tả khoa học đầu tiên năm 2005.